# Dan Rice

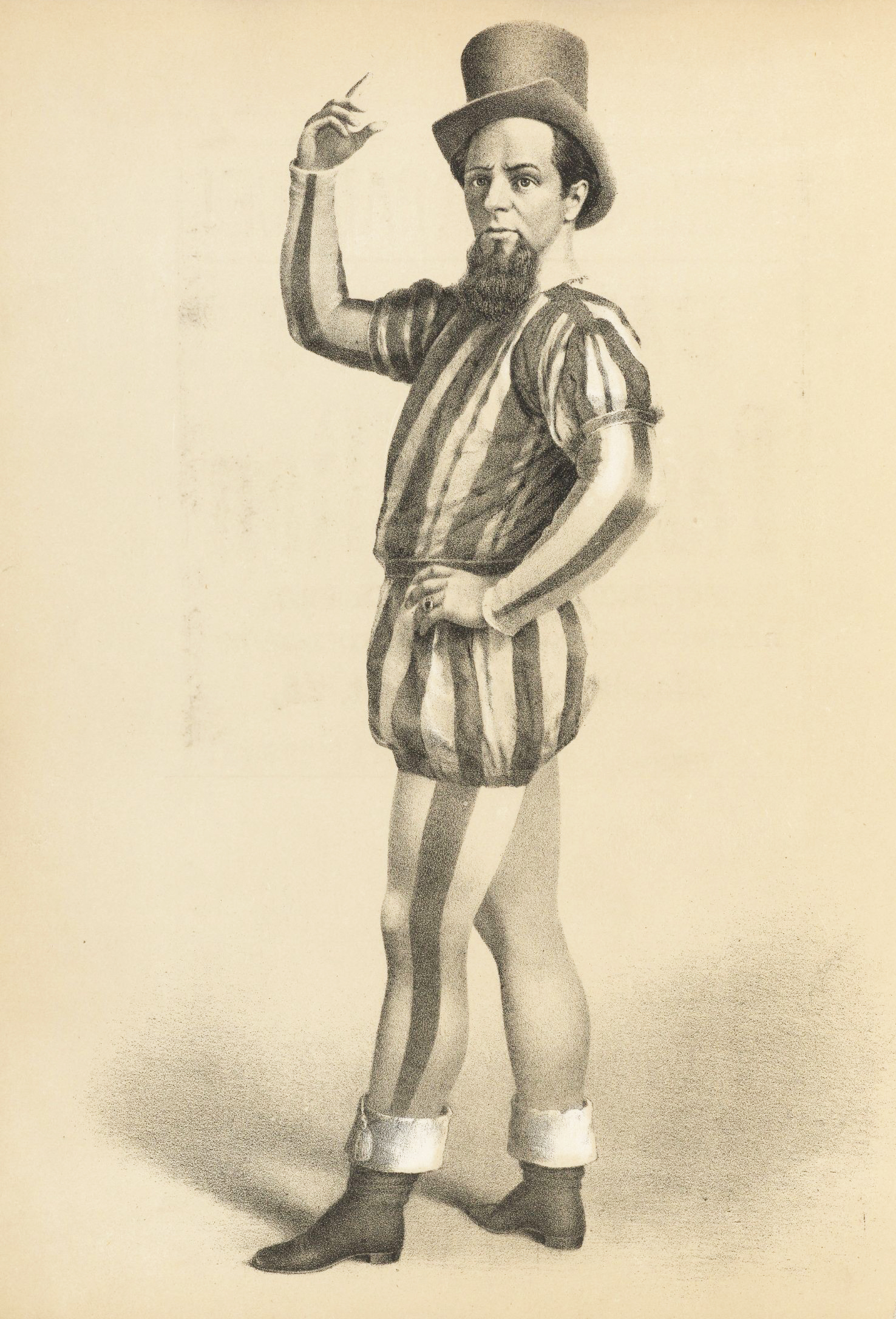
Dan Rice con su vestimenta habitual de payaso

Daniel McLaren, más conocido como Dan Rice (Nueva York, 23 de enero de 1823-Long Branch (Nueva Jersey), 22 de febrero de 1900) fue un payaso estadounidense. 

## Biografía
En su juventud trabajó de jockey, oficio que tuvo que abandonar al aumentar de peso. Ejerció también de jugador profesional de cartas en barcos fluviales. Después actuó de forzudo antes de reconvertirse en payaso. Su primer número era con un cerdo amaestrado al que llamaba Lord Byron. Actuaba con una imagen basada en una túnica de tiras rojas y blancas con calzones, y una larga barba tipo perilla, cuya imagen inspiró la figura del Tío Sam. Trabajó un tiempo en el museo de P. T. Barnum, hasta que inició una gira en solitario. Llegó a conseguir una gran fama, llegando a cobrar hasta cien mil dólares anuales. En el cenit de su fama probó a presentarse a la presidencia de Estados Unidos en 1866, pero perdió frente a Zachary Taylor, quien lo nombró coronel en compensación.
Posteriormente regresó al circo y compró un anfiteatro, pero su éxito menguó, debido al alcoholismo y a ser simpatizante del Sur en la Guerra de Secesión (fue amigo de Robert E. Lee, el general sudista). Más tarde publicó un periódico y se presentó como congresista para Pensilvania, pero fue nuevamente derrotado. Murió arruinado.